# Cambojiidae
Cambojiidae is een familie van ribkwallen uit de klasse van de Tentaculata.

## Geslacht
- Cambodgia Dawydoff, 1946